# Plain
Plain és una població dels Estats Units a l'estat de Wisconsin. Segons el cens del 2000 tenia 792 habitants.

## Demografia
Segons el cens del 2000, Plain tenia 792 habitants, 333 habitatges, i 224 famílies. La densitat de població era de 418,9 habitants per km².
Dels 333 habitatges en un 31,8% hi vivien nens de menys de 18 anys, en un 58,9% hi vivien parelles casades, en un 5,7% dones solteres, i en un 32,7% no eren unitats familiars. En el 28,5% dels habitatges hi vivien persones soles el 14,1% de les quals corresponia a persones de 65 anys o més que vivien soles. El nombre mitjà de persones vivint en cada habitatge era de 2,38 i el nombre mitjà de persones que vivien en cada família era de 2,96.
Per edats la població es repartia de la següent manera: un 26,3% tenia menys de 18 anys, un 5,3% entre 18 i 24, un 27,4% entre 25 i 44, un 21,2% de 45 a 60 i un 19,8% 65 anys o més.
L'edat mediana era de 39 anys. Per cada 100 dones de 18 o més anys hi havia 96,6 homes.
La renda mediana per habitatge era de 44.028 $ i la renda mediana per família de 51.094 $. Els homes tenien una renda mediana de 34.236 $ mentre que les dones 25.385 $. La renda per capita de la població era de 24.658 $. Aproximadament el 0,9% de les famílies i el 2,6% de la població estaven per davall del llindar de pobresa.

## Poblacions més properes
El següent diagrama mostra les poblacions més properes.